# Kaspar Manz

Kaspar Manz, Professor des Rechts in Dillingen und Ingolstadt

Kaspar Manz, auch Caspar Manzius (Pseudonym: Johann Achatius Setaw; * 7. April 1606 in Gundelfingen an der Donau; † 28. März 1677 in Ingolstadt) war ein deutscher Rechtswissenschaftler und Hochschullehrer.

## Leben
Manz war Sohn eines protestantischen Bürgermeisters von Gundelfingen an der Donau. Seine Schulbildung empfing er in Ulm, trat 1617 jedoch im Zuge der Gegenreformation zum katholischen Glauben über. Von 1621 bis 1625 studierte er an den Universitäten von Dillingen und Ingolstadt. Anschließend ging er nach Frankreich, wobei er an der Universität Dole zum Dr. iur. utr. promoviert wurde. Außerdem besuchte er die Universitäten von Dijon und Orléans. Nach kurzem Aufenthalt am Bodensee erhielt er 1630 eine Anstellung als bischöflicher Rat bei Bischof Heinrich in Augsburg. 1635 kam er als außerordentlicher Professor der Institutionen an die Universität in Dillingen.
Manz folgte 1636 einem Ruf auf die ordentliche Professur der Institutionen an die Universität Ingolstadt. Dort wurde er bereits 1637 Rektor der Hochschule. Insgesamt hatte siebenmal dieses Amt inne. 1639 übernahm er, nach Christoph Besolds Tod, auch das öffentliche Recht, später zudem das Strafrecht. Im Juli 1653 wurde er von Herzog Philipp Wilhelm als Kanzler des Herzogtums Pfalz-Neuburg eingesetzt. Er hatte die Aufgabe das Justizsystem des Herzogtums zu ordnen und reformieren. Nachdem er die Reform erfolgreich durchgeführt hatte, kam er am 6. Mai 1660 als Nachfolger des verstorbenen Kaspar Denich zurück an die Universität von Ingolstadt und übernahm den Lehrstuhl der Pandekten und des öffentlichen Rechts. Ebenfalls 1660 erhielt er von Kurfürst Ferdinand Maria den Hofratstitel. Er genoss als Rechtslehrer zu seiner Zeit ein hohes Ansehen.

## Werke (Auswahl)
- De fidejussoribus. Ingolstadt 1641.
- De tutelis et curis. Ingolstadt 1652.
- De pactis et transactionibus. 1661.
- Commentarius Ratio-Regularis In Quatuor Libros Institutionum Imperialium. Nürnberg 1671.
- De testamento valido et invalido. Ulm und Frankfurt am Main 1680.